# Муравйова Олена Олександрівна
Оле́на Олекса́ндрівна Муравйо́ва (до шлюбу — Апостол-Кегіч; нар.  22 травня (3 червня) 1867, Харків — пом. 11 лютого 1939, Київ) — українська оперна співачка (сопрано), музична педагогиня. Заслужений діяч мистецтв УРСР (1938).

## Біографія
Народилася в Харкові в сім'ї музиканта. Почала навчатися з семи років грі на скрипці і фортепіано, з 16 років — співу. Зростала у творчій атмосфері, в квартирі батьків проводилися музично-літературні вечори, в яких брали участь співаки, музиканти, поети.
В 1886—1888 роках навчалася співу в Московській консерваторії (клас О. Александрової-Кочетової). Також навчалась приватно співу у професора Леграна, Емілії Павловської, С. Арнольдсон. Розпочала творчу кар'єру на сценах Петербурга, де співала в оперній трупі О. Церетелі, в російсько-італійській опері А. Труффі, в антрепризах С. Шейна. У 1890—1901 роках — солістка московського Большого театру.
Мала лірико-колоратурне сопрано широкого діапазону, легке, рухливе зі «сріблястим» тембром.
Підтримувала творчі контакти з композиторами М. Лисенком, Б. Лятошинським, Л. Ревуцьким, В. Косенко, М. Мясковським, С. Прокоф'євим, Р. М. Глієром, А. Хачатуряном, Ю. Шапоріним.

### Викладацька діяльність
Впродовж багатьох років викладала у навчальних закладах Дніпропетровська і Києва, де виховала більше 400 співаків і педагогів.
У 1900 році розпочала викладацьку діяльність в московській школі Буніної. З 1901 року працювала в Катеринославському музичному училищі (тепер — Дніпропетровська консерваторія). З 1906 по 1920 рік викладала в київській Музично-драматичній школі М. Лисенка (з 1917 року — професор), де також організувала класи оперного та камерного ансамблю, ставила учнівські вистави. У 1920—1939 роках вела клас сольного співу в Київській консерваторії (з 1934 року — заслужений професор).
Серед учнів: Д. Антонович, В. П. Борищенко, В. Г. Будневич,  З. М. Гайдай, Д. Г. Євтушенко, Б. Я. Златогорова, І. С. Козловський, М. Кор'юс, А. З. Левицька, І. Мар'яненко, О. Д. Петляш, О. А. Петрусенко, Р. А. Разумова, Л. А. Руденко, С. А. Стадникова, В. Т. Старостинецька, М. І. Машир, О. Д. Ахматова.

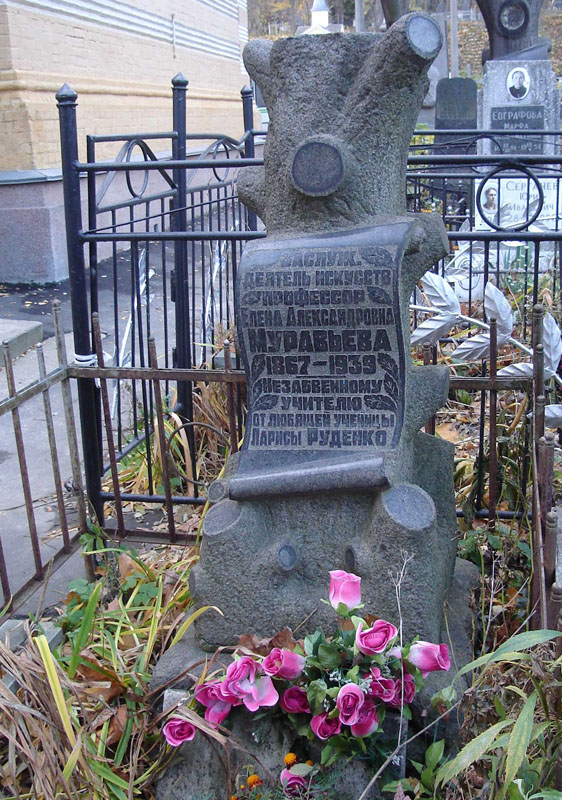
Могила на Байковому кладовищі.

## Репертуар
Оперний репертуар включав лірико-колоратурні і драматичні партії.
Найкращі партії:
- Людмила і Горислава («Руслан і Людмила» М. Глінки)
- Наташа («Русалка» О. Даргомижського)
- Ярославна («Князь Ігор» О. Бородіна)
- Тамара («Демон» А. Рубінштейна)
- Снігуронька («Снігуронька» М. Римського-Корсакова)
- Тетяна («Євгеній Онєгін» П. Чайковського)
- Ізабелла («Роберт-Диявол» Дж. Мейєрбера)
- Інеса («Африканка» Дж. Мейєрбера)
- Маргарита Валуа («Гугеноти» Дж. Мейєрбера)
- Маргарита («Фауст» Ш. Ґуно)
- Євдоксія («Юдейка» Ж. Ф. Галеві)
- Джильда («Ріголетто» Дж. Верді)